# Saint-Caprais (Lot)
 Saint-Caprais  (en occitano Sent Cabrasi) es una población y comuna francesa, situada en la región de Mediodía-Pirineos, departamento de Lot, en el distrito de Cahors y cantón de Cazals.

## Demografía
| 143 | 125 | 126 | 95 | 87 | 79 |
| Para los censos de 1962 a 1999 la población legal corresponde a la población sin duplicidades (Fuente: INSEE [Consultar]) |     |     |    |    |    |